# Fackelmann
Die Fackelmann GmbH + Co. KG ist ein Unternehmen mit Sitz in Hersbruck im Landkreis Nürnberger Land, das Haushaltsartikel und Möbel für das Badezimmer vertreibt.

## Hintergrund

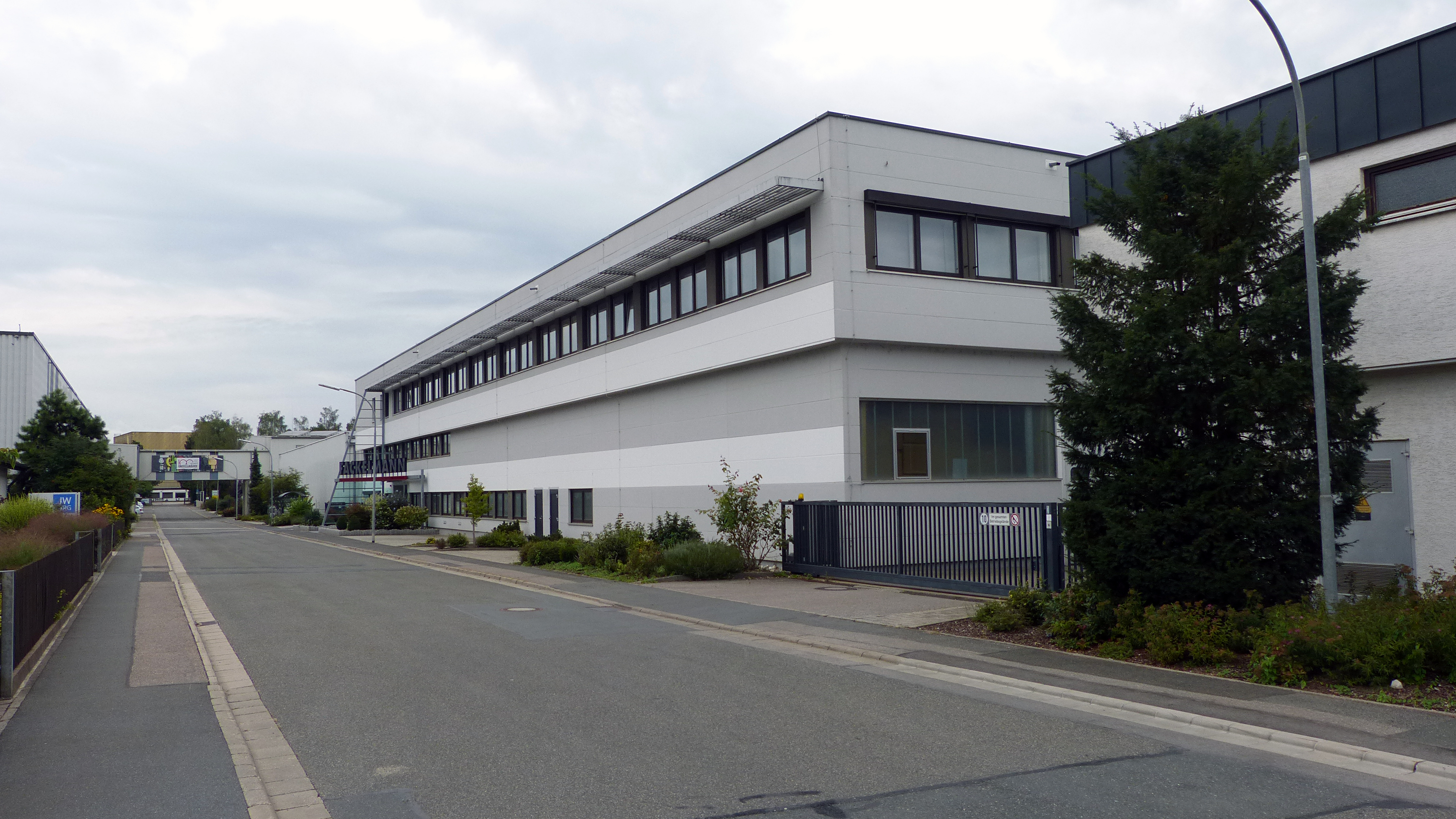
Firmensitz und Fertigung in Hersbruck

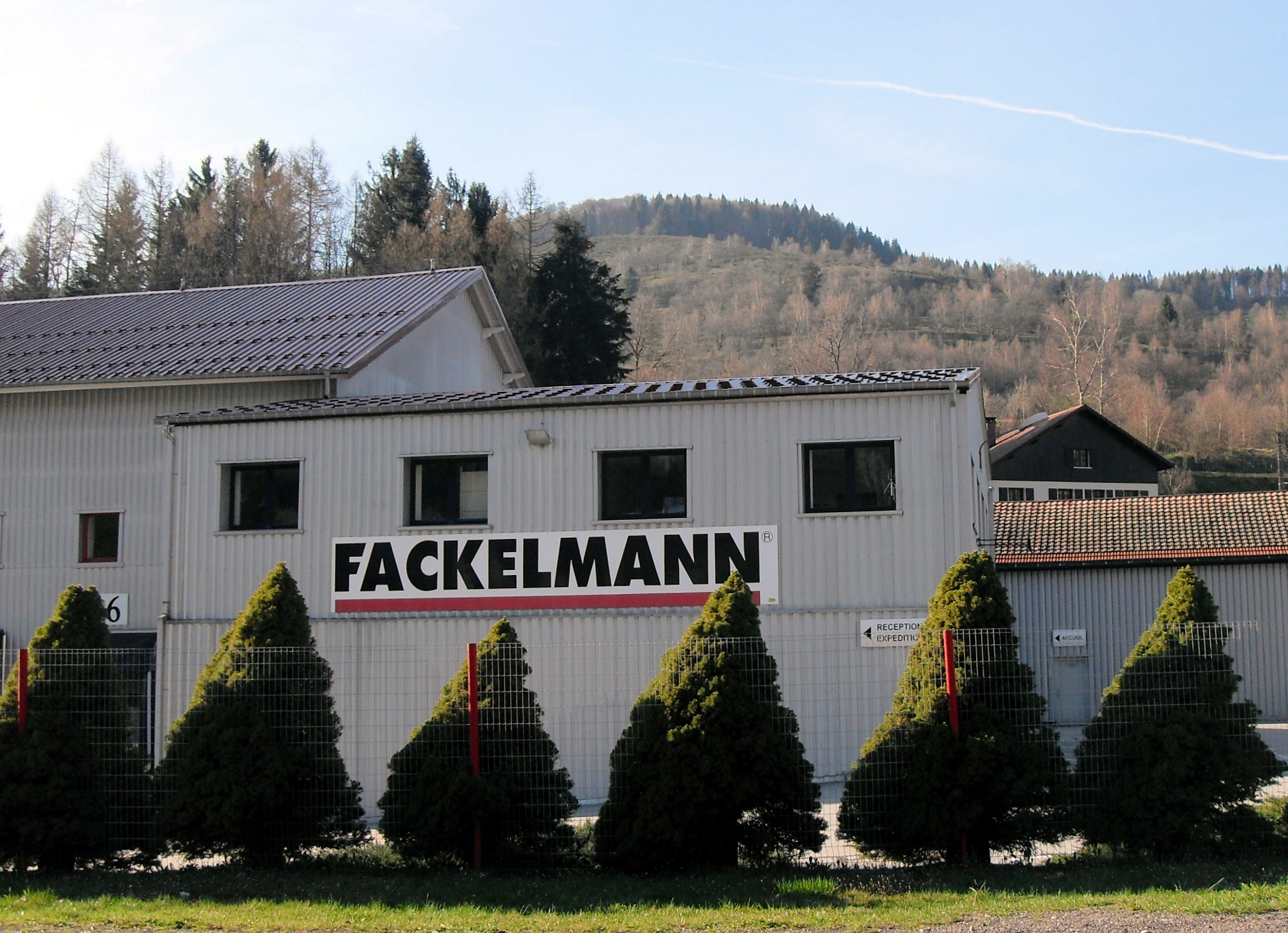
Zweigbetrieb im französischen Bussang

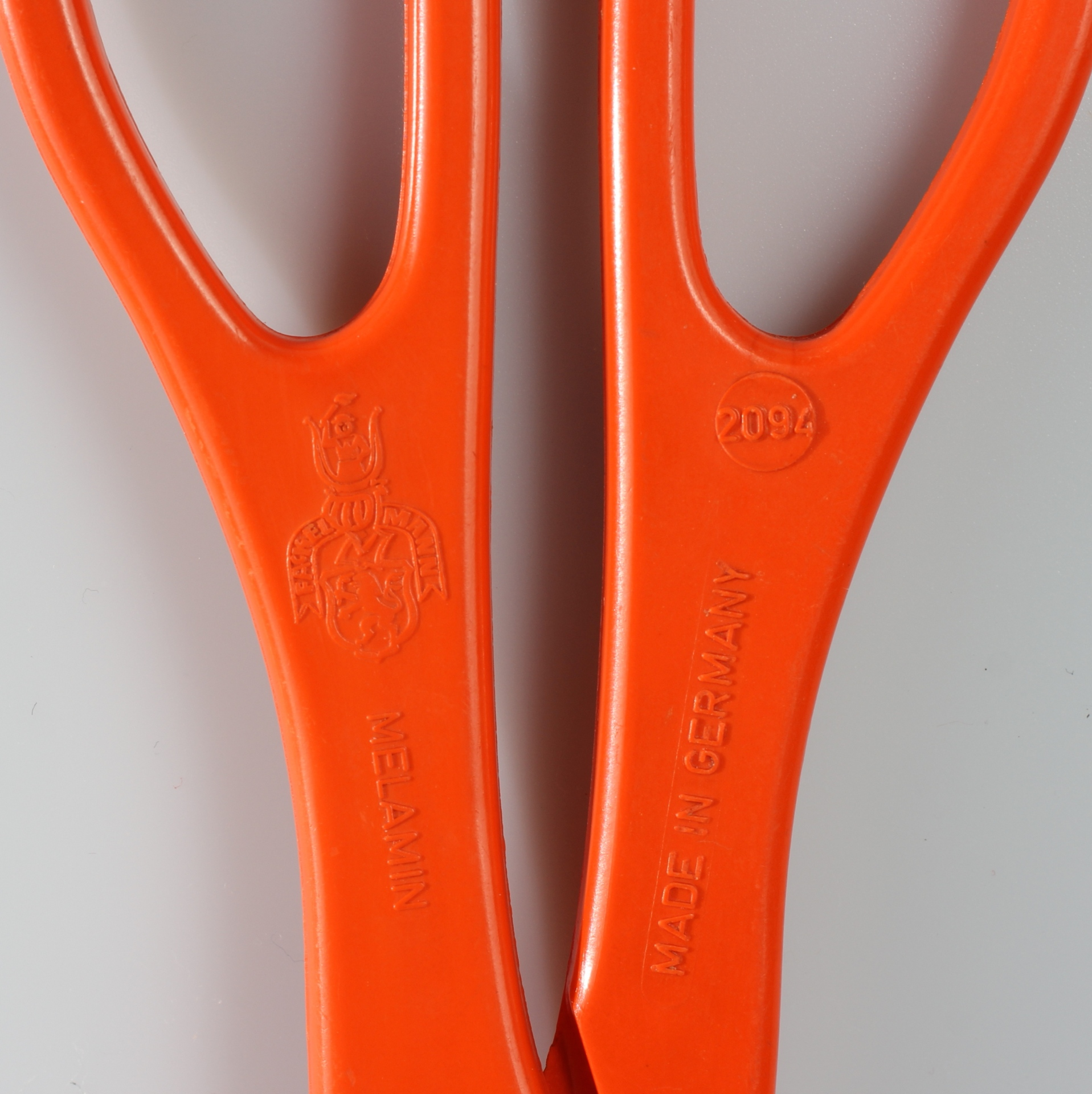
Haushaltszange (1960) aus Melaminharz

1919 wurde das Unternehmen als Handelsvertretung für Eisen- und Haushaltswaren durch die Brüder August, Ludwig und Heinrich Fackelmann gegründet. Der Sohn Heinrichs, Sebastian Fackelmann, führt nach dem Ende des Zweiten Weltkrieges ab 1948 die Geschäfte fort, zunächst als Handelsvertreter. Aus dem Ein-Mann-Unternehmen wurde im Laufe der Zeit ein deutschlandweit agierendes Vertriebssystem. 1958 begann man mit der eigenen Herstellung von Produkten. Das auf Haushaltswaren spezialisierte Unternehmen wurde 1963 auf die Möbelproduktion ausgedehnt. Man wählte hier im Speziellen das Badezimmermöbel-Segment aus. Seitdem produziert Fackelmann am Standort Hersbruck Badezimmermöbel.
Sebastian Fackelmann übergab die operativen Geschäfte 1992 an seine Söhne Alexander und Norbert, stand dem Unternehmen jedoch bis zu seinem Tod im Oktober 2003 beratend zur Seite. Norbert Fackelmann ist inzwischen aus dem Unternehmen ausgeschieden.
Nach der Jahrhundertwende wurden verschiedene Akquisitionen vorgenommen: Im Jahre 2002 kam Prestige Italia zu Fackelmann hinzu, ein Jahr später wurde der Backformenhersteller Zenker (Aichach) integriert. 2004 wurden Unternehmen in Rumänien und Kroatien eröffnet, in Spanien wurde die Firma Fabricados Inoxidables übernommen. 2005 erfolgte die Übernahme des britischen Unternehmens Probus (Birmingham) und 2006 wurden durch eine Mehrheitsbeteiligung an der Jensen Group, Shenzhen (China), die Produktionskapazitäten erweitert. Neben den deutschen Produktionsstandorten Hersbruck, Benshausen und Aichach besitzt das Unternehmen Fackelmann heute Produktionsstätten in Bussang (Frankreich) und China. Auslandsunternehmen wurden in den meisten europäischen Ländern sowie in Hongkong eröffnet. Mittlerweile erstreckt sich das Vertriebsnetz auf 39 verbundene Unternehmen weltweit. Erweiterungen wurden in Indien (Neu-Delhi) und Dubai, sowie in Russland, Brasilien, Australien und der Asien-Pazifik-Region vorgenommen.
Der konsolidierte Umsatz von Fackelmann stieg von 30 Mio. DM (1985) auf 461 Mio. Euro im Jahre 2024. Die Mitarbeiterzahl wuchs im gleichen Zeitraum von 240 auf rund 2.600 weltweit, davon rund 670 in Deutschland. 2014 wurden zwei Drittel des Umsatzes auf dem Weltmarkt erzielt. Beispielsweise findet man Fackelmann-Produkte in vielen Supermärkten in Großstädten Chinas.

## Anteilseigner
(Stand: Mitte März 2022)
- Fackelmann-Stiftung – 0,02 %
- Alexander Fackelmann – 49,96 %
- Sebastian Fackelmann – 25,01 %
- Saskia Fackelmann-Edle von der Panitz – 25,01 %

## Kritik
Im Februar 2015 berichtete das Nachrichtenmagazin Der Spiegel, dass Fackelmann „Verbrauchertäuschung“ betreibe. So seien Produkte nicht – wie von der Firma behauptet – aus Edelhölzern gefertigt, sondern lediglich mit einer „Art Lackierung“ versehen worden, die dies vortäuscht. Das eigentliche Holz stamme aus „Restholzabschnitten eines Möbelproduzenten“ in China.